# NGC 1970
NGC 1970 је расејано јато са емисионом маглином у сазвежђу Златна риба које се налази на NGC листи објеката дубоког неба.
Деклинација објекта је - 68° 50' 12" а ректасцензија 5h 26m 52,7s. Привидна величина (магнитуда) објекта NGC 1970 износи 12,5 а фотографска магнитуда 8,0. NGC 1970 је још познат и под ознакама ESO 56-SC127.